# Acacia lepidota
Acacia lepidota é uma espécie de leguminosa do gênero Acacia, pertencente à família Fabaceae.